# Йонас, Эстер
Эстер Йонас (нем. Hester Jonas) (* около 1570, Монхайме на Рейне; † 24 декабря 1635, Нойс), — немецкая повитуха и народная целительница, обвинённая в колдовстве; также известна как «Ведьма из Нойса».

## История жизни
После замужества Эстер Йонас переехала жить к мужу, мельнику Мюллеру Петеру Мойреру в Нойс. Здесь у неё стали случаться тяжёлые приступы эпилепсии. В то же время она работала повитухой и использовала для облегчения родов лекарственные травы, в том числе корень мандрагоры.
В ноябре 1635 года (в возрасте 65 лет) Эстер была арестована по подозрению в колдовстве. Её стали допрашивать и пытать. По решению суда бургомистра Нойса она была обвинена в колдовстве, которое привело к жертвам, отказу от Бога, союза с Дьяволом и даже сексе в ним. Но слух о том, что она является ведьмой, ходил по городу задолго до ареста.
При первых допросах 15 и 22 ноября Эстер пыталась оспорить предъявленные ей обвинения. Но 19 и 20 декабря её каждый день усаживали и привязывали к стулу для пыток ведьм, которое было усеяно острыми гвоздями и всё это время вели жёсткие допросы, выбивая признание. Эстер Йонас не выдержала пытки «стулом ведьмы» и сделала «признание» в том, что неоднократно совершала прелюбодеяния с чёрным человеком по имени «Ганс Вельзевул», а людей, как и животных, использовала в своих магических целях. Суд признал, что она одержима дьяволом.
В последующую ночь Эстер удалось бежать из под стражи. Днём она была поймана в башне мельницы, но отказалась от всех признаний, сделанных на «стуле ведьм». После этого она была вновь подвергнута пыткам в виде бичевания острыми металлическими прутами. После этого она вновь призналась во всех предъявленных ей обвинениях. Суд приговорил Эстер к смертной казни и 24 декабря 1635 года палач Нойса отрубил ей голову. Тело «ведьмы» сожгли, а пепел в тот же день демонстративно развеяли по всем четырём сторонам света.
Полный протокол допроса до сих пор хранится в городском архиве Нойса, а копия «стула для ведьм» выставлена в одной из ниш башни Керльтурм.

## Современные представления о деятельности Эстер Йонас
Эстер не была ведьмой в том смысле, как её обвинял суд. Она занималась лечебной практикой, используя лекарственные травы и корни. Но в средние века лечение с помощью корня мандрагоры, который похож на корень женьшеня и напоминает фигурку человека, считали средством для волхвования, которым занимались ведьмы. Кроме того, случаи эпилепсии, когда у человека меняются черты лица и дёргается тело трактовались как сексуальные отношения с дьяволом. Болезнь Эстер и её стремление лечить с людей с помощью народной медицины в те времена служили основанием для приговора к сожжению и другим видам казни. Эстер Йонас является одной из 10 самых известных жертв охоты на ведьм в истории средневековья.

## Эстер Йонас в музыке
В Германии записано несколько музыкальных баллад о печальной судьбе Эстер Йонас. Одна из них принадлежит перу местного писателя и поэта Петера Майвальда (написана в 1979 году)